# عکاسی رنگی

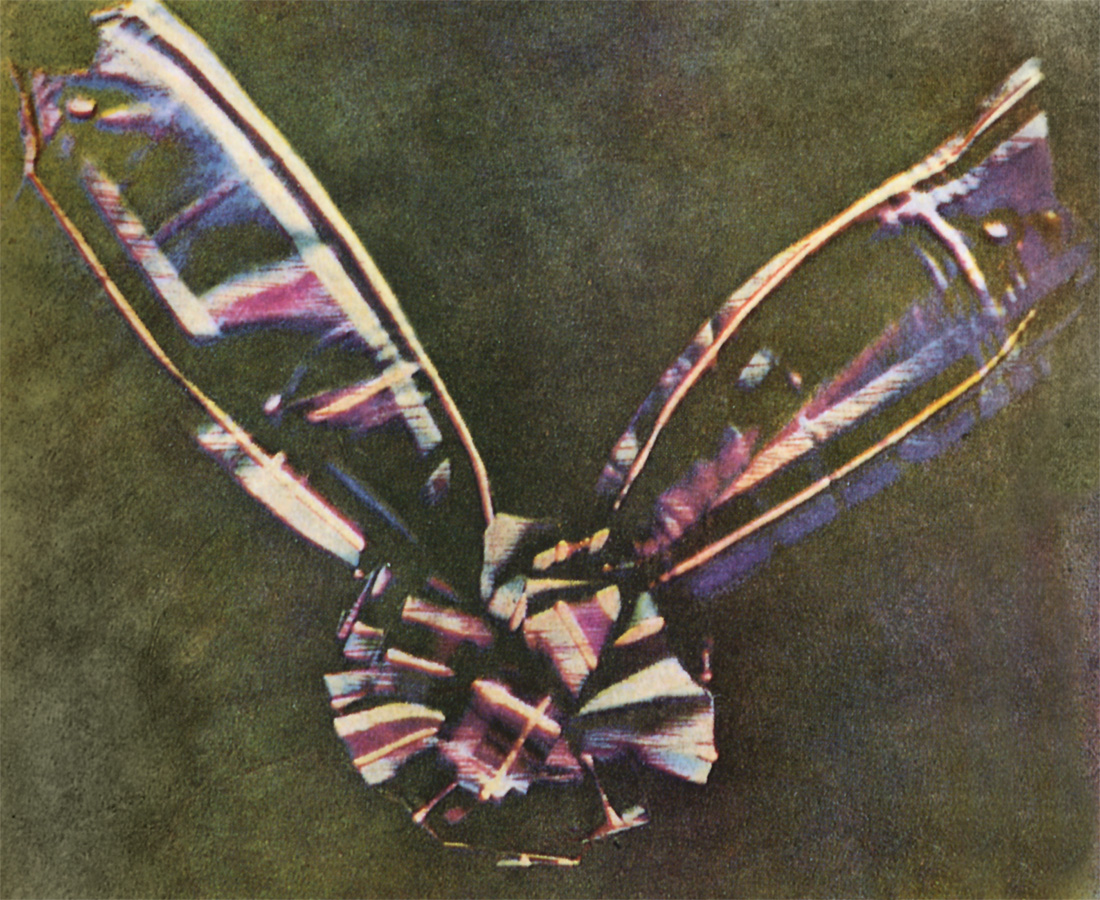
اولین عکس رنگی ساخته‌شده با روش سه‌رنگ پیشنهاد شده از جیمز کلرک ماکسول در سال ۱۸۵۵، که در سال ۱۸۶۱ توسط توماس ساتون گرفته شد. موضوع تصویر یک روبان رنگی است که معمولاً به عنوان یک روبان تارتان توصیف می‌شود.

پس از کشف ترکیبات رنگی حساس به رنگ‌های نور و فیلم سیاه و سفید پنکرومیک، تکنیک عکاسی رنگی توسعه یافت و عمومیت یافتن آن به ظهور کوداکروم مربوط می‌شود که در سال ۱۹۳۵ در دسترس مصرف‌کنندگان قرار گرفت.

## پیشینه
در سال ۱۶۱۱ دومینیس نشان داد که نور مرئی از سه نور اساسی قرمز، سبز و آبی، تشکیل شده‌است که به آن‌ها رنگ‌های اولیه می‌گویند. این مفهوم در توسعه نظریه عکس رنگی و عکاسی بسیار مفید واقع شد و در سال ۱۸۶۱ این عقیده کم‌کم قوت گرفت که برای توسعه تصویر رنگی، یک فیلمی از سه لایه باید ساخت که هر لایه آن نسبت به یکی از سه رنگ اولیه حساس باشد. این نظریه توسط جیمز کلرک ماکسول دانشمند معروف انگلیسی ارائه شد و او بود که اولین عکس رنگی را گرفت و نتایج به دست آمده توسط وی بعدها با نظریه جدید مربوط به این فن، کاملاً مطابقت داشت.

### سیر تحولی و رشد عکاسی
در سال ۱۸۳۹ داگر ضمن بررسی‌های بیشتر دریافت که برای برداشتن هالیدهای نقره نور نامرئی باقی‌مانده بر روی فیلم یا صفحه عکاسی باید از محلول تیوسولفات سدیم استفاده کرد که با نمکهای نقره، تیوسولفات نقره محلول در آب که قابل شستشو با آب است تولید می‌کند (این واکنش توسط هرشل بیست سال قبل از آن کشف شده بود). فرایند پیشنهادی داگر موجب شد تا بتوان در کمتر از یک دقیقه عکس را ثابت کرد. در سال ۱۸۴۱ یک انگلیسی به نام ویلیام تالبوت استفاده از فرایند تازه‌ای را اعلام کرد. این فرایند شامل تهیه کاغذ حساس در مقابل نور به وسیله یدید نقره است. عکس را بر روی این نوع کاغذ به وسیله اسید گالیک می‌توان ظاهر کرد. تصویر به‌دست آمده دقیقاً برعکس وضعیت شیئی است که از آن به دست می‌آید (یعنی نواحی روشن آن تیره و نواحی تیره آن روشن ظاهر می‌شود عکس منفی). این تصویر منفی اگر بر روی یک کاغذ حساس عکاسی قرار داده شود و پس از قرار گرفتن در مقابل نور ظاهر شود عکسی مثبت که با وضعیت اولیه شیئی مطابقت دارد (تصویر مثبت) را می‌دهد. با وجود اینکه زمان لازم در فرایند تالبوت کمتر از فرایند داگر است، اما تصاویر به دست آمده چندان واضح نیست. آشکار است که برای رفع این نارسائی باید با روش مناسبی هالیدهای نقره را بر روی یک جسم شفاف تثبیت کرد. این کار در آغاز به وسیله سفیده تخم مرغ بر روی شیشه انجام می‌گرفت و تصویرهایی نسبتاً روشن به‌دست می‌آمد. اما این تصویرها به آسانی آسیب‌پذیر بود. سر انجام در سال ۱۸۷۱ این مشکل توسط یک عکاس آماتور و فیزیکدان به نام مادوکس بدین صورت از میان برداشته شد که وی امولسیون ژلاتینی از نمکهای نقره را بر روی شیشه یا کاغذ عکاسی تثبیت کرد.

## تولید عکس رنگی
برای تولید عکس رنگی از سیستم فیلتر رنگ‌های اولیه استفاده می‌شود. این رنگ‌ها از طریق جذب نورهای اولیه توسط ترکیبات رنگی روی فیلم به وجود می‌آید. به این ترتیب که اگر یک ترکیب رنگی فقط رنگ اولیه نور را جذب کند، رنگ باقی‌مانده، آبی متمایل به سبز (سیان) خواهد بود، اگر نور آبی جذب شود، رنگ زرد و اگر نور سبز جذب شود رنگ قرمز متمایل به آبی (مگنتا) ظاهر می‌شود. هرگاه آمیزه کاملی از رنگ‌هایی که بتوانند رنگ‌هایی اولیه معینی را که در طول فرایند ظهور در امولسیون عکاسی تشکیل شود جذب کنند، یک تصویر با رنگ دلخواه تولید می‌شود. برای مثال، مخلوطی از مکنتا و سیان، رنگ آبی را ظا هر می‌کند؛ زیرا مگنتا نور سبز و سیان را جذب می‌کند و فقط نور آبی از مخلوط سه نور باقی می‌ماند که می‌تواند عبور کند.

## ظهور رنگ
بیشتر فیلم‌های رنگی به کمک یک فرایند رنگی حاصل از ترکیبات رنگی موجود در فیلم ظاهر می‌شوند که نخستین بار در سال ۱۹۱۲ توسط فیشر شیمیدان آلمانی کشف شد. اساس این فرایند اکسیده شدن ماده ظاهرکننده و تبدیل آن به یک جسم رنگ‌ساز است، که این ترکیب در واکنش با یک مولکول همتای خود، رنگ مورد نظر را به وجود می‌آورد. در بعضی از فیلم‌های رنگی نظیر کوداکروم(II)، مولکول همتا در محلول ظهور حل شده و در مجاورت دانه های‌ها لید نقره، با مولکول رنگ ساز ترکیب می‌شود. در برخی دیگر از فیلم‌های رنگی مانند کوداکروم، اکتاکروم، آننسکوکروم، مولکول‌های همتا به‌طور یکنواخت در لایه‌های امولسیونی توزیع شده و در آن جسم رنگی مورد نظر را تشکیل می‌دهند. ظاهر کننده‌های رنکی عموماً از نوع آمین‌های جانشین شده‌اند. برای تولید رنگ سیان در فرایند ظهور، یک ترکیب فنولی مانند آلفا نفتول به صورت یک همتا عمل می‌کند. به منظور تغییر میزان حلالیت و افزایش سرعت ظهور، در ساختار ظاهر کننده‌ها تغییراتی توسط متخصص‌های ظهور فیلم داده می‌شود. مشکلی که در اینجا وجود دارد این است که مواد به کار رفته در محلول ظهور، ممکن است برای بیشتر افراد حساسیت زا بوده و موجب بروز تورم در پوست دست آن‌ها شود. از این رو، همواره کوشش شده‌است با ایجاد تغییرات مناسب، از میزان سمیّت و حساسیت زایی این محلول ظهور فیلم کاسته شود.

## فرایند کوداکروم
یک مثال جالب از سیستم عکاسی رنگی که به‌طور وسیعی به کار برده می‌شود، فرایند کوداکروم می‌باشد. این فرایند برگشت‌پذیر است، یعنی رنگ‌ها بر حسب ارزش‌های صحیح آن‌ها تولید می‌شوند و نه برحسب رنگ‌های مکمل یا منفی آن‌ها. نخستین ماده ظاهرکننده در فرایند کوداکروم، یک ظاهرکننده فیلم سیاه و سفید بوده‌است.

## عکس فوری
در سال ۱۹۴۷ ادوین. اچ. لند نوآوری خود را در زمینه تولید عکس در یک دقیقه، اعلام داشت. از آن تاریخ به بعد فرایند پولاروید برای این منظور جنبه عمومی پیدا کرد. در این فرایند، پس از گرفتن عکس، فیلم پولاروید را به یک قطعه از کاغذ عکاسی تماس داده و به‌طور همزمان یک آمپول حاوی ماده ظهور و حلال نقره را شکسته و آن را روی فیلم پخش می‌کنند. وقتی که ماده ظهور دانه‌های‌ها لید نقره در امولسیون فیلم را احیا (حلال نقره)، با یون‌های نقره ظاهر نشده را جذب کرد. آن را به لبه‌های کاغذ عکاسی منتقل می‌کند. ماده ظهور در تماس با یون‌های نقره حذف شده، آن را به نقره آزاد در تصویر مثبت تبدیل می‌کند.

### تصویر رنگی در یک دقیقه
دوربین پولاروید می‌تواند در یک لحظه تصویر رنگی تولید می‌کند. فرایندهای شیمیایی مربوط به تولید عکس رنگی شبیه تصاویر بهتر باید تعادل دقیق و ظریفی بین ظاهر کننده‌ها و ترکیبات رنگی برقرار شود. نوری که به فیلم می‌رسد، نخست به لایهٔ امولسیونی حساس به رنگ آبی برخورد می‌کند. بعد از عکس گرفتن عملیات ظاهر کردن فیلم با کشیده شدن آن بر روی یک حلقه دوار و همزمان با شکسته شدن یک لوله محتوی ماده بازی آغاز می‌شود. رنگ‌های پولاکالر تشکیل شده در فیلم منفی در لایه حساس نوری می‌نشینند در صورتی که مولکول‌های ظاهر کننده، در بار توزیع می‌شود و در آنجا ضمن واکنش با تثبیت کننده‌ها، رنگ‌های کامل برای ایجاد یک تصویر مثبت را به وجود می‌آورد.